# Vance (Alabama)
Die Stadt Vance liegt in den beiden Countys Tuscaloosa und Bibb im US-Bundesstaat Alabama. Das U.S. Census Bureau hat bei der Volkszählung 2020 eine Einwohnerzahl von 2.092 ermittelt.
Bekanntheit erlangte sie als Standort des Werks der Daimler-Tochtergesellschaft Mercedes-Benz U.S. International, in dem die Sport Utility Vehicles (SUV) GLE, GLE Coupé und GLS und seit 2014 die C-Klasse für den nordamerikanischen Markt gefertigt werden. Im Allgemeinen wird der Standort des Werks mit der benachbarten und deutlich größeren Stadt Tuscaloosa assoziiert.
Gegründet wurde Vance 1830 durch David M. Lindley, damals noch unter dem Namen Trion. Von 1872 an trug der Ort den Namen Smallwood, benannt nach dem Sägewerksbesitzer Charles Smallwood. Erst im Jahre 1879 wurde die Gemeinde in Vance umbenannt, in Erinnerung an Dr. William Vance aus North Carolina.